# Edoardo Molinar
Edoardo Molinar (Rocca Canavese, Piemont, 31 d'agost de 1907 – Rocca Canavese, 22 de setembre de 1994) va ser un ciclista italià que fou professional entre 1931 i 1939 i entre 1946 i 1948.
Fou el primer ciclista italià en guanyar una etapa de la Volta a Espanya, el 1935. En aquesta mateixa edició guanyà el Gran Premi de la muntanya.

## Palmarès
- 1933
  - 1r a la Torí-Valtournanche
  - 1r a la Coppa Collecchio
- 1934
  - 1r al Puy-de-Dôme
  - 1r a la Toló-Aubagne-Toló
- 1935
  - Vencedor d'una etapa de la Volta a Espanya i del Gran Premi de la muntanya
- 1937
  - 1r a Mont Coudon

### Resultats al Giro d'Itàlia
- 1932. Abandona (5a etapa)
- 1934. Abandona (3a etapa)
- 1936. 10è de la classificació general
- 1937. 7è de la classificació general
- 1938. Abandona (10a etapa)

### Resultats al Tour de França
- 1934. 13è de la classificació general
- 1938. 46è de la classificació general

### Resultats a la Volta a Espanya
- 1935. 4t de la classificació general. Vencedor d'una etapa. 1r de la Classificació de la muntanya
- 1936. Abandona